# Журавльовка (Беїмбета Майліна район)
Журавльо́вка (каз. Журавлев) — село у складі району Беїмбета Майліна Костанайської області Казахстану. Входить до складу Айєтського сільського округу.
Населення — 78 осіб (2021; 108 у 2009, 183 у 1999, 277 у 1989).